# Globos de Ouro de 2016
A 21.ª edição dos Globos de Ouro ocorreu a 15 de maio de 2016, no Coliseu dos Recreios, em Lisboa. Foi apresentada por Bárbara Guimarães e transmitida na televisão pela SIC, uma das duas organizadoras dos prémios juntamente com a revista Caras, e pela SIC Caras. Pela primeira vez, foi transmitida em Full HD pela SIC HD.
Os convidados internacionais deste ano foram os atores Carmo Dalla Vecchia, Regina Duarte e Vanessa Giácomo.

## Vencedores e nomeados
NotaOs vencedores estão destacados a negrito.

### Cinema
| Melhor filme | Melhor atriz | Melhor ator |
| --- | --- | --- |
| As Mil e Uma Noites, de Miguel Gomes - Amor Impossível, de António-Pedro Vasconcelos - Montanha, de João Salaviza - Se Eu Fosse Ladrão, Roubava, de Paulo Rocha | Victoria Guerra — Amor Impossível - Beatriz Batarda — Yvone Kane - Crista Alfaiate — As Mil e Uma Noites - Luísa Cruz — As Mil e Uma Noites | José Mata — Amor Impossível - Adriano Luz — As Mil e Uma Noites - David Mourato — Montanha - Paulo Pires — A Uma Hora Incerta |

### Teatro
| Melhor peça ou espetáculo | Melhor atriz | Melhor ator |
| --- | --- | --- |
| Ricardo III, de Tónan Quito - Hamlet, de Luís Miguel Cintra - E Morreram Felizes para Sempre, de Ana Padrão - Plaza Suite, de Adriano Luz | Maria Rueff, em António e Maria - Alexandra Lencastre, em Plaza Suite - Dalila Carmo, em Lúcia Afogada - Maria do Céu Guerra, em Play Strindberg | Marco D'Almeida, em Macbeth - Carlos Paulo, em Play Strindberg - João Pedro Mamede, em Os Acontecimentos - Miguel Moreira, em Ricardo III |

### Desporto
| Melhor desportista feminino                                                                             | Melhor desportista masculino                                                                                          | Melhor treinador |
| --- | --- | --- |
| Telma Monteiro (judo) - Filipa Martins (ginástica) - Francisca Laia (canoagem) - Teresa Bonvalot (surf) | Cristiano Ronaldo (futebol) - Fernando Pimenta (canoagem) - Miguel Oliveira (motociclismo) - Nelson Évora (atletismo) | Jorge Jesus (futebol) - Hélio Lucas e José Sousa (canoagem) - João Ganso (atletismo) - Mário Narciso (futebol de praia) |

### Moda
| Melhor modelo feminino | Melhor modelo masculino | Melhor estilista                                                |
| --- | --- | --------------------------------------------------------------- |
| Sara Sampaio (Central Models) - Daniela Hanganu (Central Models) - Francisca Perez (Best Models) - Maria Clara (L’Agence) | Gonçalo Teixeira (Central Models) - Fernando Cabral (Karacter) - João Pedro (Best Models) - Jonathan e Kevin Sampaio (Central Models) | Luís Buchinho - Alexandra Moura - Filipe Faísca - Nuno Baltazar |

### Música
| Melhor intérprete individual                                                                        | Melhor grupo                                                                                                   | Melhor música |
| --------------------------------------------------------------------------------------------------- | --- | --- |
| Agir, com Leva-me a Sério - Ana Moura, com Moura - Márcia, com Quarto Crescente - Mariza, com Mundo | D.A.M.A., com Dá-me um Segundo - Átoa, com Idade dos Inquietos - GNR, com Caixa Negra - Moonspell, com Extinct | Dia de Folga, de Ana Moura - Dizer que Não, de Dengaz - Não Faço Questão, de D.A.M.A. com Gabriel, o Pensador - Tempo É Dinheiro, de Agir |

### Revelação do Ano
- Mariana Pacheco (representação)
  - Átoa (música)
  - João Jesus (representação)
  - Maria Clara (moda)

### Prémio Mérito e Excelência
- Marco Paulo

## Audiência
A gala ficou em segundo lugar na liderança pela audiência — atrás de A Única Mulher, da TVI —, tendo alcançado 11,5% de rating e 22,9% de share, o que se traduz numa média de 1 092 500 telespectadores.